# USS Bluegill (SS-242)
USS Bluegill (SS-242) – amerykański okręt podwodny typu Gato, pierwszego masowo produkowanego wojennego typu amerykańskich okrętów podwodnych. W trakcie wojny podwodnej na Pacyfiku przeprowadził 6 patroli bojowych w trakcie których zatopił japońskie jednostki o łącznej pojemności 46 212 ton (w tym lekki krążownik „Yūbari”).